# فلورانس دارل
فلورانس دارل (فرانسوی: Florence Darel‎؛ زادهٔ ۱۹۶۸ میلادی) بازیگر اهل فرانسه است.
از فیلم‌ها یا برنامه‌های تلویزیونی که وی در آنها نقش داشته‌است می‌توان به اورانوس، بچه‌های دزدیده‌شده، سروان مارلو، ناپلئون، کنت مونت کریستو و یک قصه بهاری اشاره کرد.